# Зови До
Зови До је насељено мјесто у општини Невесиње, Република Српска, БиХ. Према попису становништва из 1991. у насељу је живјело 422 становника.

## Историја
Више од стотину педесет средњовјековних надгробних споменика, остаци древног манастира, камена престоља, зидине старог града, непроцјењива су културно-историјска богатстава која скрива село Зови До на југоисточној ивици Невесињског поља.
Историјска знамења која у прошлости нису остала незапажена појединим историчарима и путописцима, ипак су данас пала у заборав до те мјере да и они који у њиховој околини живе мало шта о њима знају. Остало је по које сачувано предање међу старијим становницим овог и околних села. Прича се тако и да је господар Хумске земље херцег од Светог Саве Стефан Вукчић Косача, и од непријатеља и од несносних љетних врелина у древном граду Благају у долини ријеке Неретве, заклон тражио међу дебелим зидинама утврђења на 1130. метара изнад мора, на коти која доминира изнад Зовог Дола и пута који је све до почетка двадесетог вијека био главна саобраћајница од долине ријеке Неретве, до Старе Херцеговине и Црне Горе.
Уз исти тај пут и данас се на локлитету познатом као Оцртаље (али и Оцркавље, што је старији назив) налазе остаци православног манастира, за који постоји вјеровање да је задужбина Вукчића-Косача, или других владара овог подручја. Битни историјски факти говоре о могућности да су тврђава, па и друге грађевине на подручју Зовог Дола настале знатно прије Косача, по чијој титули ће тадашња Хумска земља, добити ново име, али убрзо и изгубити слободу падајући под вишевијековни јарам Османлија. Древна тврђава је од тада запуштена, а нови господари су са собом донијела и нову културу и нову религију. Од камена срушенога древног манастира саграђена је џамија. На почетку овог вијека на сред Зовог Дола ниче нова православна богомоља — Храм свих светих, уз његову изградњу јављју се опет старе, једно вријеме потиснуте приче, о некадашњем историјском и духовном значају овог мјеста. Заједно с тим причама буде се и наде у могућу перспективу овог краја.
Чувени турски путописац Евлија Челеби у свом "Путопису“, у Зовом Долу, «није видио» рушевине манастир. Он 1665. године у «Зобдолу» (што је из неког разлога преведено као јечмено село) описује тада већ стару и оронулу џамију.
Два вијека послије, уочи славне «Невесињске пушке» против турске владавине, џамију су запалили Перо Тунгуз и његови хајдуци. Запалили и отишли својим хајдучким пословима и путевима, а нејакој сиротињи оставили крваву турску канџију на плећима. Устанак који се тог љета распламасао читавом Херцеговином а потом запалио буре барута међу великим силама, означио је крај турске владавине овим крајем, али не и слободу напаћеном народу. Турског освајача замијенио је аустроугарски, па је слобода «запјевала» тек четири деценије послије, на крају крвавог Првог свјетског рата. Зоводолске рушевине манастира и џамије, надживјеће и Краљевину Југославију и Други свјетски рат.
Након рата, у вријеме изградње данашње школе у Зовом Долу, одлучено је да се уклоне остаци џамије. Приликом рушења једног зида пронађена је камена крстионица из старог манастира. У непосредној близини се налазио и лијепо обрађени камени стуб, за који се вјерује да је нога манастирске часне трпезе. На врху тог стуба (ноге) је полукружно удубљење, у којем се накупља, вода, кишница. У Зовом Долу је и данас живо вјеровање да је ова вода љековита за очи. Прича се да су овај камен Турци користили за узјахивање коња, како би што више понизили правослано становништво и његову вјеру. Ово додатно потврђује предање о важности камена. И крстионица и стопа часне трпезе данас се налазе у дворишту Основне школе у Зовом Долу.
Независно од предања, иако са њим уско повезано, питање које остаје отворено, јесте ко је саградио тврђаву. То што су је користиле Косаче не значи да није саграђена давно прије њиховог времена. А прије њих овим подручјем владали су многи господари.
Да не би било забуне име Невесиње се у почетку не односи на даснашњи град Невесиња. Прије доласка Турака Невесиње је срењовјековна жупа, која је обухватала нешто шире подручје од територије данашње општине. Ова жупа се помиње и у XII вијеку као дио Подгорја. У љетопису Пећке патријаршије се каже да је Сава Немањић у Невесињу именовао православног епископа хумског 1219. године када је одмах по стицању аутокефалности српске цркве успоставио нове епархије. Међутим, мноштво је извора који свједоче о историји овог краја и прије овог периода.
По обронцима невесињских брда и планина, има више остатака Илирских станишта и тумула (гомила које су служиле као гробнице). Кроз Невесињско поље су и данас видљиви остаци некадашње римске цесте, а најбоље очуван и још у употреби је мост «Овчи брод» преко ријеке Заломке. У зидове цркве у селу Луци уграђивани су и римски споменици са рељефним фигурама, а Димитрије Сергејевски (руски археолог и некадашњи кустос Земаљског музеја у Сарајеву) је управо у овом крају запазио и да су стари римски споменици понекад употребљавани као надгробни споменици у средњем вијеку. У сваком случају у XIV вијеку као војвода и жупан «од Загорја и Невесиња» помиње се Познањ Пурићић. А на почетку тог вијека , према Владимиру Ћоровићу, Невесиње припада Хумској области у саставу Рашке са Константином Немањићем као немјесником на челу. Послије овим крајем владају Санковићи, које је поразио Влатко Вуковић, чији брат Вукац Хранић је отац Стефана Вукчића Косаче. Негдје у овој жупи Херцег Стефан је 1435. године издао познату повељу којом је Дубровчанима потврдио трговачке повластице и посједе у Конавлима и Виталини. У Овој повељи се помињу херцегови утврђени градови међу којима је град Вјенчац, чија локација није установљена али сматра се да је био негдје између града Невесиња и села Удрежња. Двије године послије помиње се Биоград у којем је столовао жупан Љубија Добрешковић. Док је локација Биограда (у данас истоименом селу) позната, постоје вјеровања и да је Вјенчац у ствари тврђава изнад Зовог Дола. Заговорници ове тврдње наводе неке писане изворе, али и предања да је Стефан Вукчић Косача положио заклетву у манастиру испод града Вјенчаца, што савршено личи на положај остатака манастира и утврђења. Међутим, историчари су склонији вјеровању да је ријеч о граду Медведу или граду Саслону, који се у повељама помињу а локације су им до сада не утврђене. Исто је вјеровао и историчар Марко Вего на којег се у књизи "Невесињски стећци“, позива и Шефик Бешлагић.
Вего је детаљно преброја све стећке на невесињском подручју међу којима су му посебну пажњу привукли поједини споменици у Зовом Долу. Поготово онај у непосредној близини зидина тврђаве.
Остатке тврђаве данас покрива густа шума и маховина. Ипак зидови, очувани у просјеку до висине 2 м су јасно препознатљиви. Тврђава је у облику правоугаоника са полукружном сјеверном страном. дуга је око 60, а широка 30 метара. Спољни зид је дебео око 2,5 метра. Са јужне стране из ивица под правилним оштрим углом, пружају се два зида дуга по 10 м. Унутар зидина постоје преградни зидови који чине четири засебне просторије правоугаоног облика. у Тврђави се такође налази и једна у камену исклесана клупа са наслоњачом дуга око 1,5 метар, слична клупа је и ван зидина. Са јужене заобљене стране двадесетак метара удаљани су остаци кружног објекта пречника око 10 метара који је обзиром на облик и на положој на којем се налази очито представљао осматрачку кулу. Са рушевина ове куле се види готово свака тачка у Зовом Долу, и то тако да нико не опажен не би ни на неколико километара могао прићи овом утврђењу.
Стотињак метара од остатака куле је поменути натпис на надгробном споменику који је Вего публиковао 1964. године у „Гласнику Земаљског музеја“ у Сарајеву.
уклесан је старом ћирилицом а његова транскрипција гласи:
Сије лежи Вукша Митровић. Убише ме на служби г(осподи)на мога. Ма(?) освети ме Раде Прибисалић ... како је видито добром и г(осподи)ному.
Слова која су кориштена на овом натпису потичу из XV вијека, Вего је сматрао да је Раде Прибисалић који се овдје помиње као осветник у ствари Радич Прибисалић, који је споменут у уговору између херцега и Дубровчана из 1454. године.
За разлику од овог поријекло других зоводолских надгробних споменика теже је утврдити, јер они немају никакве натписе, бар не сачуване. Једна од највећих некропола налази се управо у непосреднојм близини остатака поменутог манастира. међу осамдесетак споменика велики број је оних који су украшени различитим орнаментима. Чест симбол је крст, али и сабља.
У зоводолском засеоку Поткула налази се јасно каменом плочом омеђена гробница на којој су два камена крста. Гробница је оријентисана у правцу сјевер-југ.
Усамљених надгробних споменика (ван некропола) има на још неколико локалитета и за разлику од поменутог оријентисани су у правцу исток-запад. Постојање различитих облика надгробних споменика, само је још један од трагова бурних вијекова који су овуда протутњали. Сјај старих времена чека данас негдје скривен испод камених громада да буде разоткривен и да овом данас пасивном крају врати бар трунку некадашњег сјаја.

## Становништво
| Националност       | 1991. | 1981. | 1971. | 1961. | 1953. | 1948. |
| Срби               | 420   | 510   | 727   | 855   |       | 1.241 |
| Југословени        | 2     | 9     | 1     |       |       |       |
| остали и непознато |       |       | 5     | 3     |       |       |
| Укупно             | 422   | 519   | 733   | 858   |       | 1.241 |

| Демографија | Демографија | Демографија |
| Година      | Становника  | Становника  |
| ----------- | ----------- | ----------- |
| 1948.       | 1.241       |             |
| 1953.       | 2.594       |             |
| 1961.       | 858         |             |
| 1971.       | 733         |             |
| 1981.       | 519         |             |
| 1991.       | 422         |             |

## Знамените личности
- Михајло Гутић (Зови До код Невесиња, 1834 — Невесиње, 10. јуни 1912), вођа српских устаника
- Јован Гутић (Зови До код Невесиња, 1840 — Невесиње, 1904), вођа српских устаника